# The Common Linnets
«The Common Linnets» — нидерландская поп-рок-кантри группа, лидер коллектива — Ильзе Де-Ланге.
Группа была основана для единовременного концерта на стадионе «Гролс Весте» и для конкурса песни «Евровидение 2014» (на тот момент в состав входил певец и музыкант Уэйлон). На «Евровидении 2014» дуэт с песней «Calm After the Storm» занял второе место (238 баллов), уступив лишь представительнице Австрии Кончите Вурст.

## О группе
ДеЛанж и Уэйлон знали друг друга задолго до образования дуэта. Оба родом из восточной части Нидерландов. Людей с этого района часто называют «heikneuters», что по-нидерландски означает «коноплянка», а по-английски — «common linnet». Идея назвать так группу принадлежит нидерландскому дизайнеру Ренсу Деккеру, который также занимался оформлением сингла и дебютного альбома группы.
25 ноября 2013 года голландские вещатели Евровидения объявили на пресс-конференции, что группа будет представлять Нидерланды на конкурсе песни «Евровидение 2014» с песней «Calm After the Storm».
12 марта 2014 года на голландском телешоу «De Wereld Draait Door» широкой публике была представлена акустическая версия песни, а 13 марта вышло официальное видео. 9 мая, за день до финала конкурса, состоялся релиз их дебютного альбома The Common Linnets. Вскоре после Евровидения Уэйлон покинул коллектив, занявшись сольной карьерой.

## Дискография

### Студийные альбомы
II

| Год  | Альбом             | Информация                                                             |
| ---- | ------------------ | ---------------------------------------------------------------------- |
| 2014 | The Common Linnets | Выход: 9 мая, 2014 Лейбл: EMI 2354032 Формат: CD, цифровая дистрибуция |
| 2015 | II                 | Выход: 25 сентября, 2015 Лейбл: Universal Music Group                  |

### Синглы
| Год  | Сингл                         | Высшая позиция в чартах | Высшая позиция в чартах | Высшая позиция в чартах | Высшая позиция в чартах | Сертификация | Альбом             |
| Год  | Сингл                         | Нидерланды              | Бельгия · (Фландрия)    | Бельгия · (Валлония)    | Ирландия                | Сертификация | Альбом             |
| ---- | ----------------------------- | ----------------------- | ----------------------- | ----------------------- | ----------------------- | ------------ | ------------------ |
| 2014 | «Calm After the Storm»        | 1                       | 15                      | 43                      | 50                      | NL: Золотой  | The Common Linnets |
| 2015 | «We Don’t Make the Wind Blow» | 32                      |                         |                         |                         |              | II                 |
| 2016 | «In Your Eyes»                |                         |                         |                         |                         |              |                    |